# Tim Thomas (Eishockeyspieler)
Timothy James Thomas junior (* 15. April 1974 in Flint, Michigan) ist ein ehemaliger US-amerikanischer Eishockeytorwart. Zwischen 2002 und 2014 absolvierte er 477 Spiele für die Boston Bruins, Florida Panthers und Dallas Stars in der National Hockey League, nachdem er seine Laufbahn in Minor Leagues sowie in Europa begonnen hatte. Den Großteil seiner Karriere verbrachte er dabei in Boston und gewann mit den Bruins im Jahre 2011 den Stanley Cup, während er als bis heute ältester Spieler mit der Conn Smythe Trophy als MVP der Playoffs geehrt wurde. Darüber hinaus erhielt er zweimal die Vezina Trophy als bester Torhüter sowie einmal die William M. Jennings Trophy als Torwart mit dem geringsten Gegentorschnitt der NHL. Mit der Nationalmannschaft der USA gewann Thomas unter anderem die Silbermedaille bei den Olympischen Winterspielen 2010. Seit 2019 ist er Mitglied der United States Hockey Hall of Fame.

## Karriere
Thomas begann seine Karriere auf der Davison High School Big Nine und spielte später im amerikanischen College-Eishockey für die University of Vermont. Er wurde an Stelle 217 beim NHL Entry Draft 1994 von den Québec Nordiques gezogen. Die Saison 1997/98 führte ihn zum ersten Mal zum europäischen Profieishockey, zum HIFK Helsinki der finnischen SM-liiga. Während der Saison kehrte er nach Nordamerika zurück und absolvierte einige Spiele in den unterklassigen Ligen. Den Rest der Saison verbrachte er dann wieder bei HIFK, kam auf insgesamt 18 Einsätze und wurde mit seiner Mannschaft Finnischer Meister. Auch die folgende Saison erlebte er dort.
1999/2000 spielte er wieder in Nordamerika bei den Detroit Vipers in der International Hockey League. Im Anschluss spielte er für AIK Stockholm in der schwedischen Elitserien und wechselte in der nächsten Saison in die finnische SM-liiga zu den Kärpät Oulu. 2002/03 wurde er zum Torwart der Providence Bruins, dem AHL-Farmteam der Boston Bruins. In dieser Saison konnte er auch vier Spiele für Boston in der NHL absolvieren, konnte sich trotz drei Siegen und einer Fangquote von 90,7 Prozent jedoch nicht für einen Platz im engeren Kader qualifizieren und verbrachte die Saison 2003/04 wieder in Providence.
Die Saison 2004/05 führte ihn auf Grund des Lockout erneut zurück nach Finnland, wo er für die Jokerit Helsinki als unangefochtene Nummer eins alle 54 Spiele im Tor stand. Er erreichte 15 Shutouts und konnte damit einen neuen Ligarekord aufstellen. Außerdem konnte er die höchste Quote an gehaltenen Schüssen verzeichnen. Er erreichte mit seinem Team das Play-off-Finale, wo die Jokerit Helsinki jedoch an den Oulun Kärpät scheiterten und Vizemeister wurden. Thomas wurde in dieser Saison mit dem Kultainen-kypärä-Preis als bester von den Spielern gewählter Spieler ausgezeichnet.
Die Saison 2005/06 brachte für Thomas endlich den Durchbruch in der NHL. Eigentlich hätte er die Saison bei den Providence Bruins spielen sollen. Nachdem aber die Boston-Schlussleute Andrew Raycroft und Hannu Toivonen verletzungsbedingt ausfielen, wurde Thomas zum neuen Starter der Boston Bruins und überzeugte mit guten Leistungen, wofür er von den Fans in Boston mit dem 7th Player Award ausgezeichnet wurde. Auch nach der Rückkehr von Raycroft, der sich nach seiner Verletzungspause nur noch enttäuschend präsentieren konnte, verteidigte Thomas seine Rolle als Starter und bekam im März 2006 einen Dreijahresvertrag.
Nach dem Abgang von Raycroft im Sommer 2006 spielte Thomas den Großteil der Saison 2006/07 mit Hannu Toivonen als Ersatzmann und war einer der wenigen Lichtblicke in einer schwachen Mannschaft der Bruins. Nach der Saison verpflichtete Boston mit Manny Fernandez einen neuen Stammtorhüter, jedoch schied er bereits nach wenigen Spielen wegen einer Verletzung langfristig aus. Thomas nutzte die Chance sich zu beweisen, hatte über längere Zeit die beste Fangquote der Liga und wurde nach der Absage von Martin Brodeur für das NHL All-Star Game nachnominiert. In der Saison 2008/09 setzte Thomas seine konstant guten Leistungen fort und erreichte mit einer Fangquote von 93,3 Prozent eine neue persönliche Bestmarke während der regulären Saison. Dadurch führte er die ligaweiten Statistiken an und war auch mit einem Gegentorschnitt von 2,10 auf dem ersten Rang klassiert. Im April 2009 verlängerte er seinen zum Saisonende auslaufenden Kontrakt bei den Boston Bruins um weitere vier Jahre für eine Gesamtsumme von rund 20 Millionen US-Dollar.
Zum Saisonende wurde Thomas erstmals in seiner Karriere mit der Vezina Trophy als bester Torwart des Jahres ausgezeichnet und gewann auch die William M. Jennings Trophy als Torhüter mit mindestens 25 Einsätzen, dessen Team in der regulären Saison die wenigsten Gegentreffer kassiert hat, gemeinsam mit seinem Mannschaftskameraden Manny Fernandez. Während der Saison 2010/11 nahm er zum dritten Mal in Folge am NHL All-Star Game teil. Diese Saison beendete Thomas mit einer Fangquote von 93,8 Prozent und brach den bisherigen NHL-Rekord von 93,7 Prozent, den Dominik Hašek in der Spielzeit 1998/99 als Stammtorwart der Buffalo Sabres aufgestellt hatte.
Obwohl Thomas in den Playoffs zwischenzeitlich einige schwächere Spiele gegen Tampa Bay und Montreal zeigte, überwogen vor allem seine herausragenden Leistungen in den Serien gegen Philadelphia und in der Finalserie gegen die Vancouver Canucks. In der Finalserie hatte er eine Savequote von über 96 Prozent und einen Gegentorschnitt von 1,15 Toren pro Spiel, beides sind Rekordwerte im modernen Eishockey. Über die ganzen Playoffs hinweg konnte Thomas eine Savequote von 94 Prozent verbuchen und kassierte durchschnittlich gerade einmal 1,98 Gegentore pro Spiel. Mit einem 4:0 Shutout-Sieg im Spiel sieben in Vancouver konnte Thomas zum ersten Mal den Stanley Cup gewinnen. Zusätzlich wurde er mit der Conn Smythe Trophy ausgezeichnet, als bisher ältester Spieler in der Geschichte der NHL.
Zusätzlich zu seinen herausragenden Leistungen in den Playoffs verbuchte Thomas diverse NHL-Playoff-Rekorde, wie die meisten abgewehrten Schüsse in einer Playoff-Saison (798) oder drei Elimination-Game-Siege (Spiel-Sieben-Siege). Als zweiter Torwart in der Geschichte der NHL nach Bernie Parent 1974 und 1975 gewann er in derselben Saison sowohl den Stanley Cup als auch die Conn Smythe Trophy und Vezina Trophy.
In der Saison 2012/13 nahm er sich eine Auszeit vom Eishockey. Im Februar 2013 gaben die Bruins schließlich seine Spielerrechte an die New York Islanders ab, für die er allerdings nicht zum Einsatz kam. Stattdessen unterschrieb er in der folgenden Spielzeit einen Einjahresvertrag bei den Florida Panthers. Am 5. März 2014 wurde er zu den Dallas Stars transferiert, bei denen er die Saison beendete und das Team danach als Free Agent verließ. Anschließend beendete Thomas seine aktive Karriere.
Im Jahre 2019 wurde Thomas mit der Aufnahme in die United States Hockey Hall of Fame geehrt.

### International
Thomas stand im Aufgebot des Team USA bei den Weltmeisterschaften 1995, 1996, 1998, 1999, 2005 und 2008. Außerdem nahm er mit dem Team USA an den Olympischen Winterspielen 2010 teil und gewann die Silbermedaille nach der Finalniederlage gegen das Team Canada.

## Erfolge und Auszeichnungen
| - 1995 ECAC First All-Star Team - 1995 NCAA East Second All-American Team - 1996 ECAC First All-Star Team - 1996 ECAC Goaltender of the Year - 1996 NCAA East First All-American Team - 1998 Finnischer Meister mit HIFK Helsinki - 1998 Urpo-Ylönen-Trophäe - 2005 Kultainen kypärä - 2005 Lasse-Oksanen-Trophäe - 2008 NHL-Spieler des Monats Dezember (gemeinsam mit Manny Fernandez) - 2008 Teilnahme am NHL All-Star Game | - 2009 Teilnahme am NHL All-Star Game - 2009 NHL First All-Star Team - 2009 Vezina Trophy - 2009 William M. Jennings Trophy (gemeinsam mit Manny Fernandez) - 2011 Teilnahme am NHL All-Star Game - 2011 Stanley-Cup-Gewinn mit den Boston Bruins - 2011 Conn Smythe Trophy - 2011 Vezina Trophy - 2011 NHL First All-Star Team - 2011 NHL-Spieler des Monats November - 2012 Teilnahme am NHL All-Star Game |

### International
- 1996 Bronzemedaille bei der Weltmeisterschaft
- 2010 Silbermedaille bei den Olympischen Winterspielen
- 2019 Aufnahme in die United States Hockey Hall of Fame

## Karrierestatistik

### International
Vertrat die USA bei:
| - Weltmeisterschaft 1996 - Weltmeisterschaft 1998 - Weltmeisterschaft 1999 | - Weltmeisterschaft 2008 - Olympischen Winterspielen 2010 |

(Legende zur Spielerstatistik: Sp oder GP = absolvierte Spiele; T oder G = erzielte Tore; V oder A = erzielte Assists; Pkt oder Pts = erzielte Scorerpunkte; SM oder PIM = erhaltene Strafminuten; +/− = Plus/Minus-Bilanz; PP = erzielte Überzahltore; SH = erzielte Unterzahltore; GW = erzielte Siegtore; 1 Play-downs/Relegation; Kursiv: Statistik nicht vollständig)